# Ferdinand Gilson
Pour les articles homonymes, voir Gilson.
Ferdinand Gilson, né le 20 octobre 1898 à Champigny-sur-Marne et mort dans la nuit du 25 au 26 février 2006 à l'hôpital de Gien, est un mécanicien, propriétaire d'un atelier de mécanique, artilleur pendant la Première Guerre mondiale et résistant français lors de la Seconde Guerre mondiale. En 2006, il était le sixième dernier poilu vivant.

## Biographie
Ferdinand Gilson naît le 20 octobre 1898 à Champigny-sur-Marne.
Ferdinand Gilson a  16 ans quand la guerre est déclarée en août 1914. Il travaille alors à Paris comme mécanicien chez un petit patron allemand où il apprend ses premiers mots d’allemand. Il travaille ensuite pour le fabricant d'avions Farman et le 16 avril 1917, il reçoit l'ordre de mobilisation et est incorporé dans le 115e régiment d'infanterie, stationné à Mamers dans la Sarthe. Réaffecté dans l'artillerie pour cause de pieds plats, il monte au front en mars 1918 comme artilleur, dans les Flandres  sur le mont Kemmel, le Verdun belge. Il combat ensuite sur le front de l'Aisne, puis la Somme, pour enrayer la grande offensive allemande du printemps et de l'été 1918. Gazé deux fois, il perd une partie de son poumon gauche. Il est envoyé fin août à Fontainebleau pour se rétablir et suivre une formation d’aspirant quand il apprend la signature de l’Armistice du 11 novembre 1918. Démobilisé, il reprendra son métier de mécanicien. 
Lorsque survient la Seconde Guerre mondiale, Ferdinand Gilson s'engage pour la résistance, et habitant alors dans l’Eure, il met à profit sa connaissance de l’allemand pour obtenir des renseignements qu’il transmet  à l’organisation de l’Armée Secrète, permettant de cibler des attaques aériennes alliées, ce qui lui vaudra un diplôme de reconnaissance du Président Eisenhower à la Libération.
Germanophone pratiquant, il restera abonné à des revues allemandes pour faire des mots croisés jusque dans ses vieux jours. 
Il a aussi voulu faire prendre conscience de la réalité de la guerre aux générations qui ne l'ont pas connue, déclarant à ce sujet :  « Il faut que ceux qui ne connaissent que la paix comprennent la chance qu'ils ont de vivre dans un pays libre. »
Il décède à l'âge de 107 ans dans la nuit de samedi 25 février 2006 au dimanche 26 février 2006 à l'hôpital de Gien.

## Citations
« On était très élégants à l'époque, je criais gentiment : c'est pour ma gueule ! Il restait une seconde pour se coucher et j'étais couché le premier. »
« Ce peuple m'a toujours intéressé. Ce que je préfère chez les Allemands ? Les Allemandes… L'amitié entre nos deux pays, l'Europe sont la plus belle chose du XXe siècle avec le jour où l'homme a marché sur la Lune. »
Gazé en 1918, il a également dit : « Avec ma pioche, je faisais un trou et j'y tenais ma petite gueule. J'y tenais absolument à celle-là, ma petite gueule en or dans le trou. »
En 2005, il dit lors d'une interview au figaro: « Avec les Allemands, nous nous sommes tellement battus que nos sang ne font plus qu'un ».